# Leptocereus weingartianus
Leptocereus weingartianus ist eine Pflanzenart in der Gattung Leptocereus aus der Familie der Kakteengewächse (Cactaceae). Das Artepitheton weingartianus ehrt den deutschen Industriellen und Amateurbotaniker Wilhelm Weingart.

## Beschreibung
Leptocereus weingartianus wächst strauchig mit kriechenden bis ausgebreiteten Trieben. Die obersten Triebsegmente erreichen Durchmesser von 1 bis 2 Zentimeter. Es sind vier bis sieben schlanke und nicht eingekerbte Rippen vorhanden. Die nadeligen Dornen sind gelb bis rötlich braun. Die bis zu sechs kräftigen Mitteldornen sind bis zu 1,5 Zentimeter lang. Die bis zu zehn bis zwölf Randdornen sind ausgebreitet.
Die hell rosafarbenen Blüten sind bis zu 4 Zentimeter lang. Die bis zu 2 Zentimeter langen Früchte sind mit hinfälligen, bedornten Areolen besetzt.

## Verbreitung, Systematik und Gefährdung
Leptocereus weingartianus ist in der Dominikanischen Republik und auf Haiti verbreitet.
Die Erstbeschreibung erfolgte 1904 durch Emmanuel Hartmann. Nathaniel Lord Britton und Joseph Nelson Rose stellten die Art 1920 in die Gattung Leptocereus. Weitere nomenklatorische Synonyme sind Cereus weingartianus A.Berger (1929) und Neoabbottia weingartiana (E.Hartmann) Guiggi (2020).
In der Roten Liste gefährdeter Arten der IUCN wird die Art als „Least Concern (LC)“, d. h. als nicht gefährdet geführt.

## Nachweise